# Møsting
 For alternative betydninger, se Mösting (månekrater).
Mösting, ofte fordansket Møsting, er en tysk adelsslægt, der kom til Danmark i anden halvdel af 1600-tallet under kong Christian V. Det er uklart, om den stadig findes, og om den blev naturaliseret som dansk adel (?).
Slægten fører i sølv felt en sort grif, hvis underdel forvandles til en fiskehale. Dette våbenskjold var også benyttet af den schlesiske uradelsslægt von Mestich (også Möstich), som oprindeligt stammede fra Brandenburg, hvor den havde besiddelser i den tidligere landkreds Züllichau-Schwiebus og allerede 1368 ejede Radewitsch, Möstchen, Krauschow etc. og endnu 1651 sad på godset Kaltzig, alle beliggende i det nuværende Polen (siden 1945).
Slægten kom til Danmark-Norge med major Nicolai Abraham von Møsting (1622-1683), søn af Georg WIlhelm von Mösting og Helene Judithe von Diebitsch, som i 1. ægteskab var gift med Juline Chatrine Lange var fader til Christian Georg von Møsting (1668-1720), der var gift med Catharine Marie Juel (1669-1712), og som døde som dansk generalmajor uden at efterlade afkom. I 2. ægteskab med Kirsten Lauridsdatter Lunov var han fader til Alexander Frederik von Møsting (1680-1737), der var kongelig dansk oberst og generaladjutant, overhofmester for Prinsesse Charlotte Amalie, og Helene Kirstine von Møsting (1682-1748), gift med Wulf Abraham Unger (1682-1723) til Overklit og Baggesvogn.
Alexander Frederik von Møsting var fader til Catharine Marie von Møsting (1714-1770), gift med lensgreve, gehejmeråd Johan Sigismund Schulin og moder til lensgreve Frederik Ludvig Schulin, og amtmand, hvid ridder Frederik Christian von Møsting (1717-1773).
Frederik Christian von Møsting var fader til Frederikke Louise von Møsting (1748-1810), hofdame hos Dronning Caroline Mathilde 1767-72 og senere hos Kronprinsesse Marie Sophie Frederikke, Sophie Charlotte von Møsting (1751-1809), hofdame hos Prinsesse Louise Augusta, Juliane Marie von Møsting (1754-1821), gift med lensgreve Frederik Knuth til Knuthenborg (1760-1818), og til gehejmestatsminister, hvid og blå ridder Johan Sigismund von Møsting (1759-1843).